# Runabout (automobile)

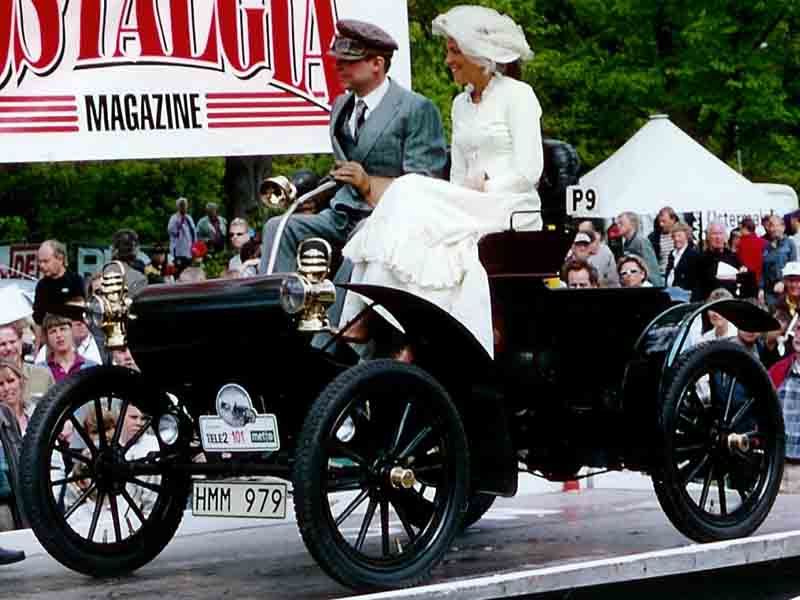
Un’Oldsmobile Curved Dash del 1904 con carrozzeria Runabout

Runabout è un termine che si riferisce ad un tipo di carrozzeria automobilistica in voga all'inizio del XX secolo.
Le vetture di questa tipologia di vettura erano piccole, poco costose ed aperte. Molte Runabout avevano una sola fila di posti a sedere che poteva ospitare due passeggeri. Molte altre invece avevano la possibilità di accogliere passeggeri anche dietro la fila anteriore, consentendo complessivamente il trasporto di quattro o cinque persone. 
Negli anni venti e trenta quasi la metà delle autovetture costruite erano classificate come Runabout.